# 크뤼허르스도르프
크뤼허르스도르프(아프리칸스어: Krugersdorp, 크뤼허르의 도시)는 남아프리카 공화국 하우텡주 웨스트랜드 자치구에 있는 광업 도시다. 비트바테르스란트에서 금광이 발견되자 트란스발 공화국의 초대 대통령을 지낸 마르티뉘스 베설 프레토리위스가 1887년에 도시를 세우고 도시 이름은 트란스발 공화국의 제3대 대통령이었던 파울 크뤼허르의 이름에서 따와 붙였다. 오늘날에는 주변의 다른 도시들과 모갈레 시티 지방 자치제를 이루고 있다.

## 역사
크뤼허르스도르프가 세워지기 이전인 1880년 12월에 6천 명이 넘는 남성들이 이 지역에 모여 트란스발 공화국의 독립을 위해 싸울 것을 맹세했다. 마르티뉘스 베설 프레토리위스가 그의 농장이었던 파르데크랄에서 금을 발견한 뒤인 1887년에 크뤼허르스도르프를 세웠으며 광업을 통해 발전했다.
1952년에는 웨스트랜드 종합 광산에서 세계 최초로 금 제련의 부산물로 우라늄을 추출했다.

## 경제
금과 망가니즈, 철, 석면, 석회가 묻혀 있다.
약 1,400 헥타르에 이르는 대초원인 크뤼허르스도르프 자연보호구역에는 다양한 야생동물들이 살고 있으며 크뤼허르스도르프의 주요 관광 명소다. 또한 주변에 인류의 요람과 스테르크폰테인 등의 사적들이 있다.

## 교통
프리토리아의 잭 테일러 공항과 R28/N14 고속도로, N1 고속도로로 연결돼 있고, 란세리아 국제공항과 R511 고속도로로 연결돼 있으며 남아프리카 공화국의 주요 공항인 요하네스버그의 OR 탐보 국제공항으로도 접근할 수 있다.

## 인구 통계

### 인종별 구성
| 인종              | 비율  |
| ----------------- | ----- |
| 백인              | 50.2% |
| 흑인              | 42.3% |
| 인도계 / 아시아계 | 5.4%  |
| 컬러드            | 1.4%  |
| 기타              | 0.8%  |

### 모어별 화자
| 언어            | 비율  |
| --------------- | ----- |
| 아프리칸스어    | 42.0% |
| 남아프리카 영어 | 19.5% |
| 츠와나어        | 14.5% |
| 줄루어          | 4.8%  |
| 기타            | 19.2% |